# Черна (Жаганський повіт)
Черна (пол. Czerna) — село в Польщі, у гміні Ілова Жаганського повіту Любуського воєводства.
Населення — 367 осіб (2011).
У 1975-1998 роках село належало до Зеленогурського воєводства.

## Демографія
Демографічна структура станом на 31 березня 2011 року:
|          | Загалом | Допрацездатний вік | Працездатний вік | Постпрацездатний вік |
| -------- | ------- | ------------------ | ---------------- | -------------------- |
| Чоловіки | 180     | 39                 | 124              | 17                   |
| Жінки    | 187     | 33                 | 112              | 42                   |
| Разом    | 367     | 72                 | 236              | 59                   |